# Barombi
Barombi (auch Balombi, Barumbi, Lambi, Lombe, Lombi, Rambi und Rombi) ist eine Bantusprache und wird von circa 3000 Menschen in Kamerun gesprochen. 
Sie ist in den Départements Meme und Ndian in der Region Sud-Ouest verbreitet.

## Klassifikation
Barombi ist eine Nordwest-Bantusprache und gehört zur Basaa-Gruppe, die als Guthrie-Zone A40 klassifiziert wird.
Circa 86 % des Wortschatzes weisen Ähnlichkeiten mit dem Wortschatz der Sprache Bankon auf.